# H'Ssyia
H'Ssyia  (in arabo حصيا‎?) è un centro abitato e comune rurale del Marocco situato nella provincia di Tinghir, regione di Drâa-Tafilalet. Conta una popolazione di 13 741 abitanti (censimento 2014).